# Michał Michalski (zawodnik MMA)
Michał Michalski (ur. 17 lipca 1989 w Złotoryi) – polski zawodnik mieszanych sztuk walki (MMA). Walczył dla takich organizacji jak FEN, Pro MMA Challenge czy German MMA Championship. Aktualnie związany z organizacją KSW, w której zajmuje 4 miejsce w oficjalnym rankingu wagi średniej.

## Życiorys
Wychowywany w Wilkowie. Na co dzień trenuje w klubie Samuraj Gym we Wrocławiu. Należy do grupy managerskiej Artnox Fight Sport, prowadzonej przez Artura Gwoździa.

## Kariera MMA

### Początki i udział w programie „MMAaster”
Michalski karierę sportową rozpoczynał od uprawiania karate, boksu i taekwondo. W amatorskim MMA stoczył około 30 walk, wygrał kilka turniejów oraz zdobył tytuł mistrza Polski. Zainspirowany plakatem zachęcającym do treningów MMA w Legnicy, postanowił spróbować swoich sił w tej dyscyplinie i już następnego dnia po pracy rozpoczął treningi. Wkrótce został zakwalifikowany do programu telewizyjnego MMAaster, w którym spośród blisko 80 uczestników dotarł do finału. W nagrodę stoczył zawodowy debiut w Niemczech na gali GMC 4, która odbyła się 6 lipca 2013 w Herne, przegrywając niejednogłośnie na punkty z Danielem Skibińskim w wadze półśredniej (do 77 kg).
Do pierwszego zwycięstwa doszło jeszcze w tym samym roku. Podczas gali Warriors Fight Night 1, która odbyła się 21 grudnia w Lesznie, znokautował Kamila Szymańskiego w pierwszej rundzie.
Na gali Pro MMA Challenge 1, rozegranej w marcu 2014 roku, pokonał Pawła Obrzuta jednogłośną decyzją po pełnym dystansie.

### FEN
Następnie podpisał kontrakt z federacją Fight Exclusive Night, dla której zadebiutował 10 stycznia 2015 na gali FEN 5: Cuprum Heroes w Lubinie. Michalski już w półtorej minuty rundy pierwszej pokonał przez techniczny nokaut Adama Niedźwiedzia.
Na następnej gali (FEN 6: Showtime), która odbyła się niecałe dwa miesiące później, zwyciężył przez poddanie techniką duszenie zza pleców w pierwszej rundzie z Mariuszem Radziszewskim. Michalski za zwyciężenie walki przez poddanie został wyróżniony przez federację dodatkowym bonusem pieniężnym w tej kategorii.
W trzeciej walce dla FEN zmierzył się z Rafałem Błachutą 7 listopada 2015 podczas gali FEN 9: Go For It. Po trzech rundach sędziowie jednogłośnie orzekli wygraną Michalskiego.
Walką o pas mistrzowski FEN w wadze półśredniej była konfrontacja Michalskiego z Franuzem Davy’m Gallonem na gali FEN 12: Feel The Force w maju 2016 roku. Michalski przegrał to starcie w czwartej rundzie przez techniczny nokaut po kopnięciu na korpus i ciosach w parterze.
Po ponad rocznej przerwie powrócił do klatki podczas FEN 19: Battle for Wrocław we Wrocławiu. 14 października 2017 pokonał Nassourdine’a Imavova jednogłośną decyzją sędziów. Michalski oraz Francuz zostali wyróżnieni przez federację bonusem za walkę wieczoru.

### KSW
W lutym 2018 roku, podpisał kontrakt z Konfrontacją Sztuk Walki. Debiut w organizacji KSW zaliczył 14 kwietnia 2018, podczas gali KSW 43: Soldić vs. du Plessis. W widowiskowym pojedynku uległ Davidowi Zawadzie przez poddanie w trzeciej rundzie (duszenie zza pleców). Kilka dni po gali starcie to zostało nagrodzone bonusem za walkę wieczoru.
Zaledwie osiem miesięcy później, na KSW 46: Narkun vs. Khalidov 2 w Gliwicach, przegrał w pierwszej rundzie przez nokaut z niepokonanym Krystianem Kaszubowskim. 
Podczas gali KSW 48: Szymański vs. Parnasse, która odbyła się 27 kwietnia 2019 w Lublinie, znokautował zawodnika z Czarnogóry Savo Lazicia w drugiej rundzie. Michalski po raz drugi w KSW został wyróżniony bonusem za walkę wieczoru.
7 grudnia 2019 na KSW 52: Race w Gliwicach, pokonał Alberta Odzimkowskiego przez techniczny nokaut w pierwszej rundzie. Ponownie otrzymał wyróżnienie w postaci bonusu za walkę wieczoru.
30 stycznia 2021 na gali KSW 58: Parnasse vs. Torres w Łodzi, zwyciężył Chorwata Aleksandara Rakasa przez techniczny nokaut łokciami w parterze, kończąc pojedynek pod koniec pierwszej rundy.
17 lipca 2021 podczas gali KSW 62: Kołecki vs. Szostak uległ niepokonanemu Adrianowi Bartosińskiemu przez techniczny nokaut już w pierwszej rundzie.
Po przerwie spowodowanej rekonwalescencją, 17 marca 2023 na gali KSW 80: Eskiev vs. Ruchała w Lubinie, triumfował nad Litwinem Erikasem Golubovskisem. Michalski zakończył pojedynek technicznym nokautem łokciami w pierwszej rundzie.
W kolejnym starciu, które miało miejsce 16 września 2023 podczas gali KSW 86: Wikłacz vs. Przybysz 4 we Wrocławiu, pokonał jednogłośną decyzją sędziów Czecha Dominika Humburgera po trzech pełnych rundach. Za ten pojedynek zdobył kolejny bonus za walkę wieczoru.
11 maja 2024 na XTB KSW 94: Bartosiński vs. Michaliszyn w gdańsko-sopockiej Ergo Arenie, znokautował Bartosza Leśkę w pierwszej rundzie.
Podczas gali XTB KSW 109: Kuberski vs. Paczuski, która odbyła się 9 sierpnia 2025 w Warszawie, zmierzył się z określanym w mediach "Pogromcą Polaków", Andim Vrtačiciem. Po trzech rundach pokonał Chorwata jednogłośnie na punkty, a za spektakularne starcie otrzymał już czwarty swój bonus w KSW za walkę wieczoru.